# Auzon (miasto)
Auzon – miejscowość i gmina we Francji, w regionie Owernia-Rodan-Alpy, w departamencie Górna Loara.
Według danych na rok 1990 gminę zamieszkiwało 920 osób, a gęstość zaludnienia wynosiła 54 osoby/km² (wśród 1310 gmin Owernii Auzon plasuje się na 248. miejscu pod względem liczby ludności, natomiast pod względem powierzchni na miejscu 556.).